# Pareo

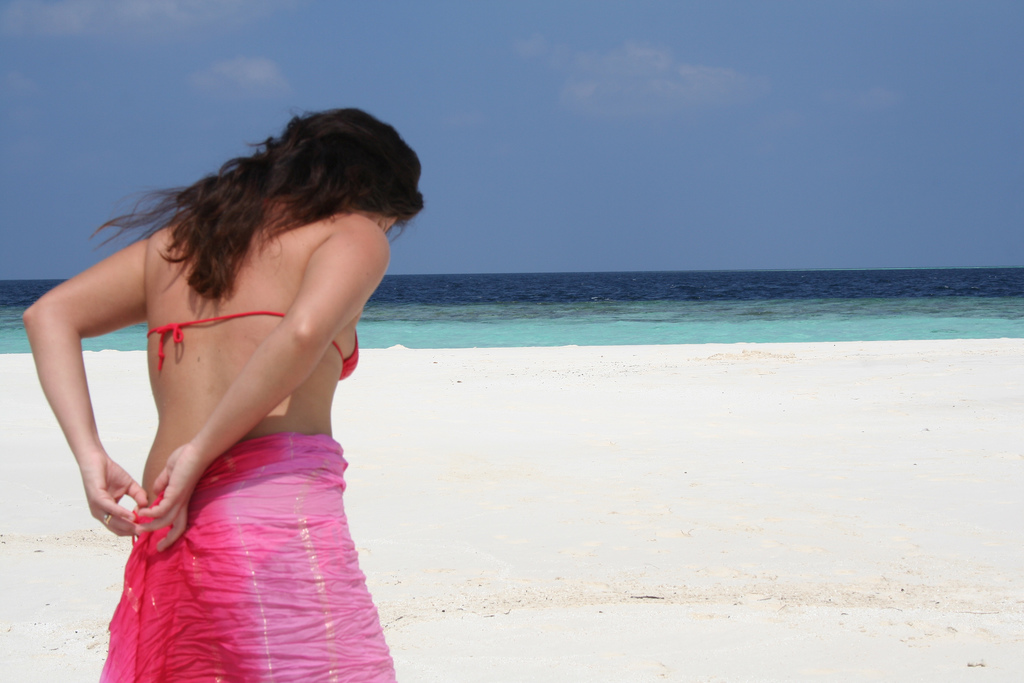
Mujer usando pareo.

El pareo es una palabra de origen tahitiano que se refiere a una pieza de tela con que desde finales del siglo XX las mujeres envuelven el cuerpo, generalmente, en la playa sobre el traje de baño. 
Procedente de la Polinesia, allí fue utilizada originalmente para referirse solamente a las faldas de las mujeres, ya que los hombres usaban un taparrabos llamado maro. El término se aplica hoy en día a cualquier pedazo de paño usado envuelto alrededor del cuerpo, usado por los varones o las mujeres. Se relaciona con el sarong malayo, el lavalava samoano, el tupenu tongano y otras prendas semejantes de las islas del Pacífico como las Marquesas, Hawái, Fiyi y Nueva Zelanda. En tahitiano contemporáneo la palabra correcta es pāreu.

## El pareo tahitiano

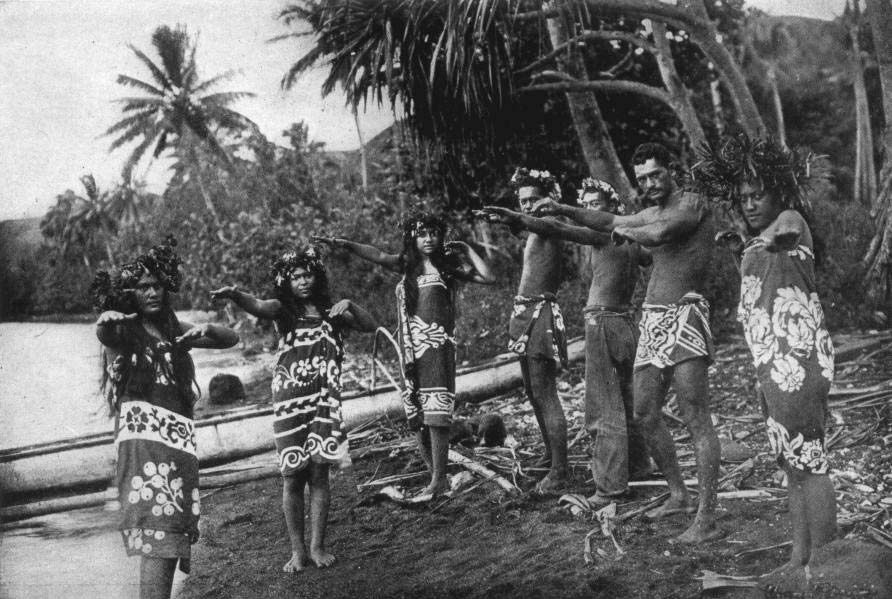
Grupo de tahitianos bailando en Hiva Oa con pareos, 1909.

El pareo tahitiano está entre los más coloridos y brillantes del Pacífico. Originalmente los patrones de flores, las detalles de flores de hibisco o los patrones tradicionales de tapa fueron impresos en colores brillantes en una tela de algodón de cerca de 90 o 120 centímetros de ancho y 180 de largo, hecha en China. También se hacen hoy en día en el mismo Tahití y el tinte con colores variados es popular también.
Un pareo se puede usar de muchas maneras. Las mujeres lo envolverán generalmente alrededor de su busto, cubriéndolas desde los pechos hasta las rodillas o pueden envolver una zona alrededor de su hombro o de su cuello. En entornos más tradicionales el cubrimiento del torso es menos importante, pero el de los muslos lo es más. Entonces se usa como falda más larga. Los hombres lo usan como falda corta, o pueden incluso recogerlo entre las piernas a modo de pantalón, especialmente al pescar o trabajar en la vegetación donde es necesario libertad de movimientos en las piernas. Pero durante las noches tranquilas, más frescas en el hogar, pueden usarlo como falda larga también.
Los extremos del pareo se sujetan normalmente remetiéndolos, manteniéndolos en su sitio solamente por la fricción. Solamente cuando se usa como vestido alrededor del cuello o de los hombros, los extremos se anudan. Cuando se afloja, varias veces por día, el portador apenas tirará de él firmemente otra vez para enrollárselo de nuevo. Sin embargo cuando se dan muchos movimientos, en el trabajo pesado o en el baile, por ejemplo, es común también el usar una correa sobre él alrededor de la cintura. 
El pareo resulta muy versátil. El usuario puede comenzar el trabajo diario en una mañana fría usando su pareo como falda larga y con una camisa. Si al avanzar el día tiene demasiado calor, puede ponerse de nuevo como falda corta. Una vez más, horas más tarde, se puede desechar la camisa y ajustar el pareo a modo de vestido.